# Elatostema subcoriaceum
Elatostema subcoriaceum är en nässelväxtart som beskrevs av B.L. Shih och Yuen P. Yang. Elatostema subcoriaceum ingår i släktet Elatostema och familjen nässelväxter. Inga underarter finns listade i Catalogue of Life.